# Otto van Gelre (bisschop)
Otto van Gelre (1194 - Voorthuizen bij Elten, 1 september 1215), was bisschop van Utrecht van 1212 tot 1215. 
Otto van Gelre was een zoon van graaf Otto I van Gelre en Richardis van Beieren. Hij werd al op jonge leeftijd tot bisschop gekozen met steun van Gelre en de partij van de Hohenstaufen. Hij was een trouw behartiger van de Gelderse belangen in het Sticht. Hij overleed op weg naar Rome.